# Claire Malroux
Pour les articles homonymes, voir Malroux.
Claire Malroux, nom de plume de Josette Andrée Malroux, née à Albi (Tarn) le 3 septembre 1925 et morte à Sèvres (Hauts-de-Seine) le 4 février 2025, est une poétesse, essayiste et traductrice française.

## Biographie
Fille d'Augustin Malroux — député SFIO et résistant mort en déportation —, Josette Andrée (dite Claire) Malroux séjourne en Angleterre après ses études à l'École normale supérieure de jeunes filles (promotion 1946). Sa connaissance de la langue et de la poésie anglaises la conduit à s'engager dans la traduction des lettres et poèmes d'Emily Dickinson et de l'essentiel de l'œuvre de Derek Walcott.
Elle mène une double carrière de traductrice et de poète, dont plusieurs recueils sont publiés sous le nom de Claire-Sara Roux.
Claire Malroux meurt le 4 février 2025 à Sèvres.

## Œuvres
- Traces, sillons, José Corti, 2009  (ISBN 978-2-7143-0997-6)
- La Femme sans paroles, le Castor astral, 2006  (ISBN 2-85920-667-1)
- Ni si lointain, le Castor astral, 2004  (ISBN 2-85920-569-1)
- Suspens, le Castor astral, 2001  (ISBN 2-85920-454-7)
- Reverdir, Rougerie, 2000  (ISBN 2-85668-059-3)
- Soleil de jadis, le Castor astral, 1998  (ISBN 2-85920-337-0)

### Essais
- Chambre avec vue sur l'éternité : Emily Dickinson, Gallimard, 2005  (ISBN 2-07-077488-0)

### Traduction
- Marianne Wiggins (trad. de l'anglais par Claire Malroux), L'île de nos rêves interdits [« John Dollar »], Éditions Robert Laffont, coll. « Pavillons », 1990 (1re éd. 1989), 277 p. (ISBN 9782221064382).
- Elizabeth Barrett Browning (trad. de l'anglais par Claire Malroux), Sonnets portugais, Paris, Le Bruit du temps, mai 2009, 151 p. (ISBN 978-2-35873-006-8) — Nouvelle traduction, présentation, notes, commentaire sur le travail de traduction des poèmes, bibliographie, avec deux poèmes d'Emily Dickinson, édition bilingue.

## Distinctions
Le 12 juillet 2013, elle est nommée au grade de chevalier dans l'ordre national de la Légion d'honneur au titre de « traductrice littéraire ; 29 ans d'activités littéraires ».

## Prix littéraires
- Prix Maurice-Edgar Coindreau (1989), pour Poèmes d'Emily Dickinson[6]
- Grand Prix national de la traduction (1995), pour l'ensemble de son œuvre[7],[8]
- Prix Laure-Bataillon (2002), pour Une autre vie de Derek Walcott[9]